# Римська вулиця
Римська вулиця — вулиця в Голосіївському районі міста Києва, місцевість Деміївка. Пролягає від початку забудови (прохід до Деміївської вулиці) до тупика.
Прилучається Щоглівський провулок.

## Історія
Вулиця виникла на початку XX століття під назвою Суворовський провулок. 
З 1955 по 2022 роки носила назву Римського-Корсакова, на честь російського композитора М. А. Римського-Корсакова.
Сучасна назва — з серпня 2022 року на честь Рима — міста-побратима Києва.

## Зображення

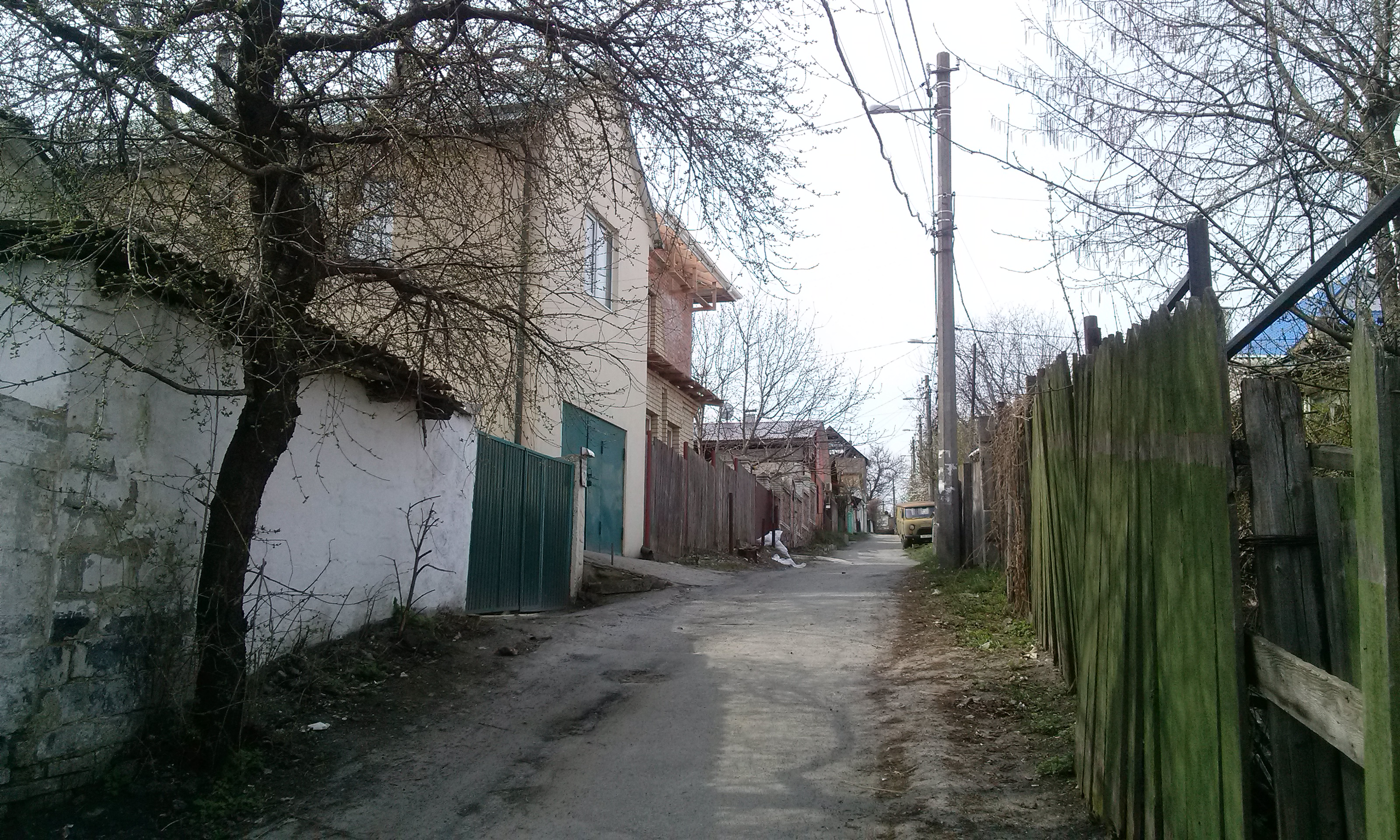
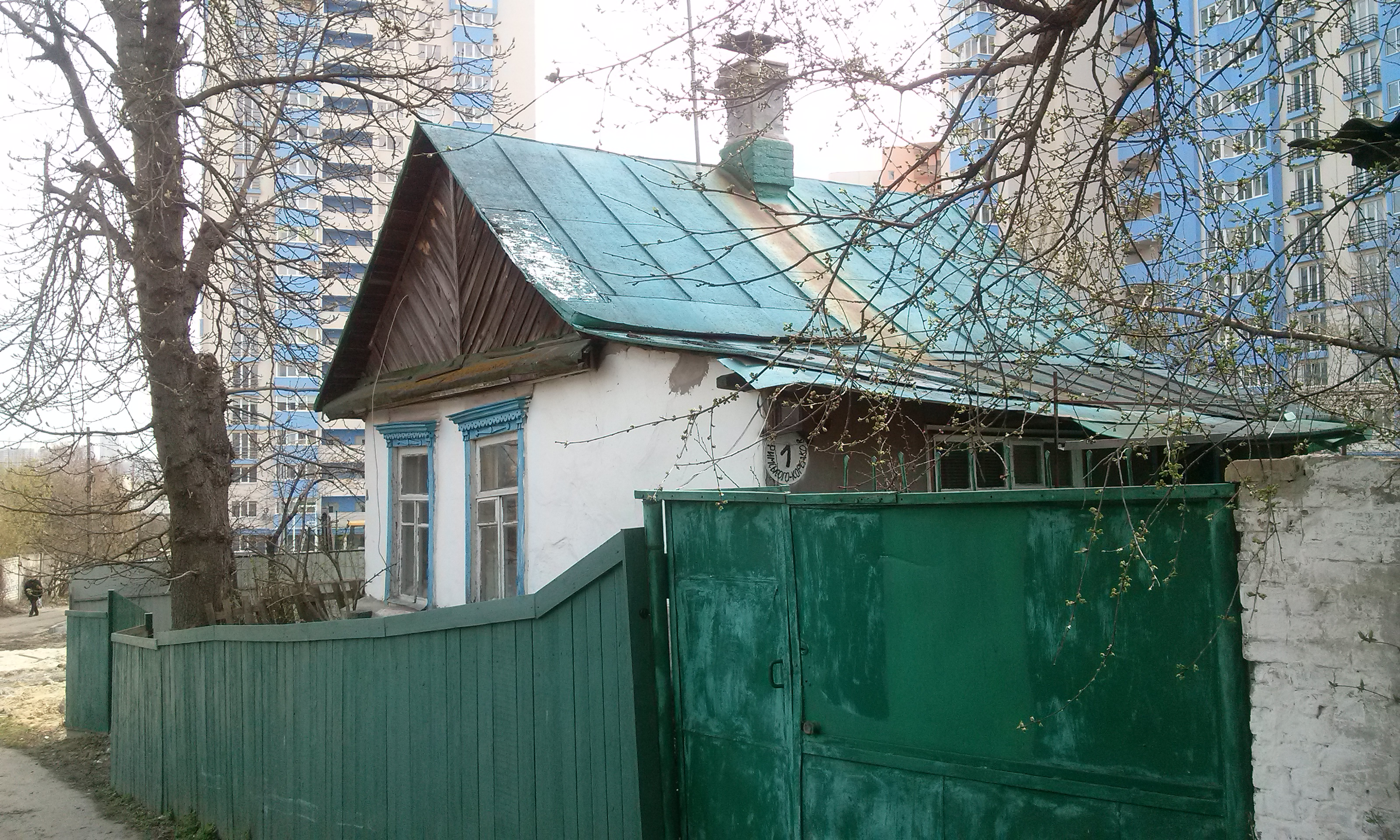
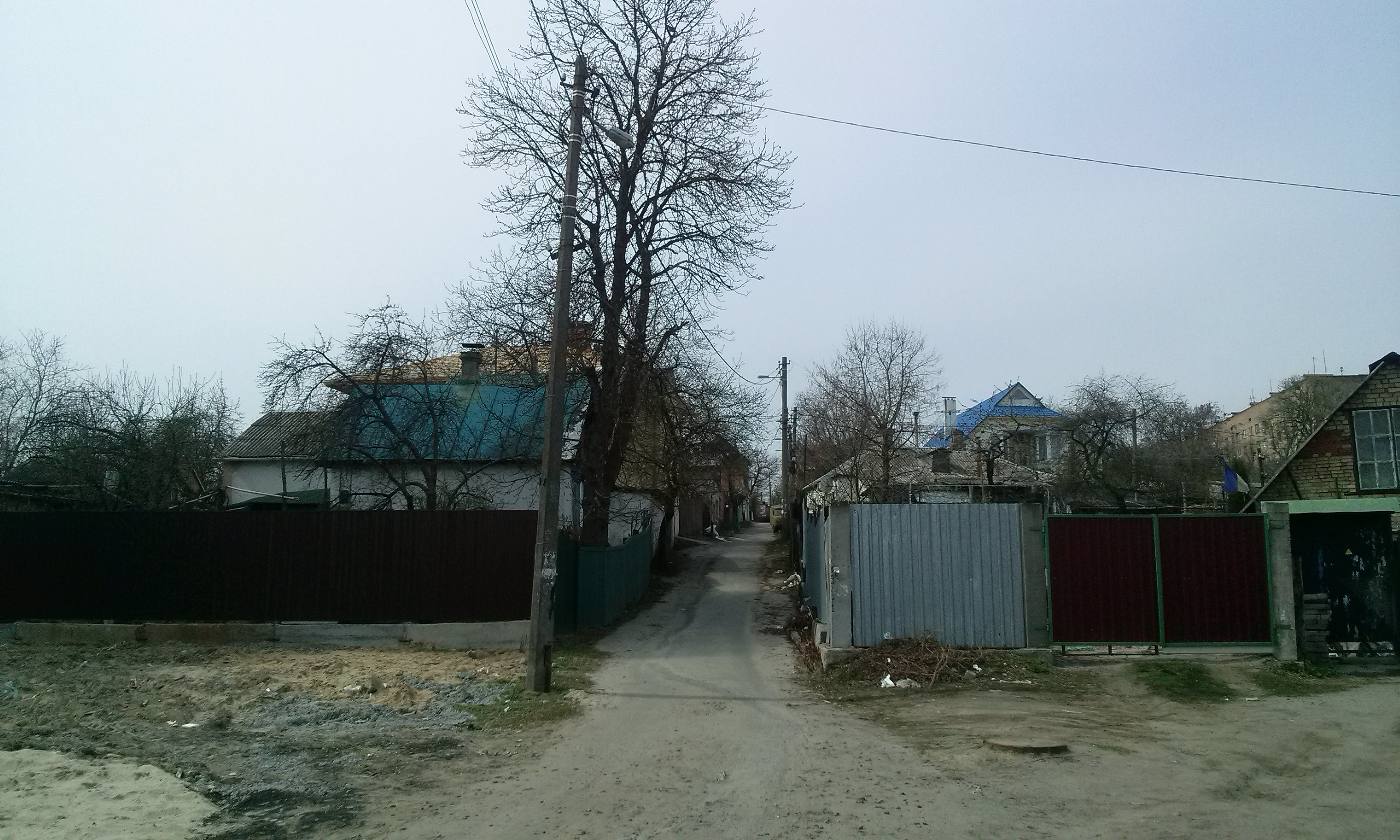
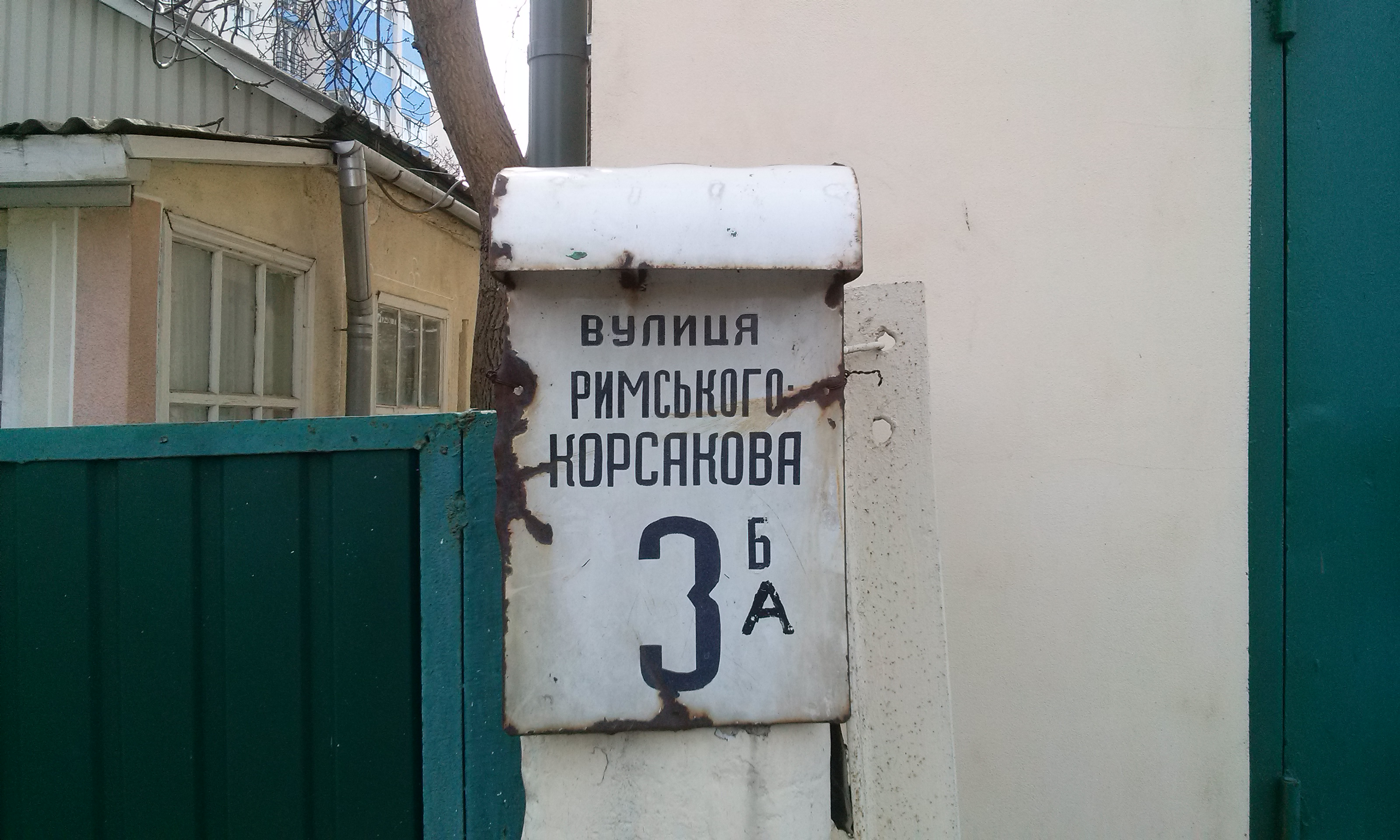